# Theodor Cederholm
Carl Adolf Theodor Cederholm, född 23 augusti 1824 i Helsingfors, död där 30 november 1911, var en finländsk ämbetsman. Han var far till Hanna och Arne Cederholm.
Cederholm steg inom den finländska administrationen och blev slutligen vice ordförande i senatens justitiedepartement. Cederholm tillhörde den svensk-finländska släkten Sederholm, och adlades 1886 med namnet Cederholm.
Cederholms Politiska minnen, där Finlands inre förhållande under den ryska tiden behandlas, utkom 1924.